# Werner Schildhauer
Werner Schildhauer, född den 5 juni 1959 i Dessau, är en före detta friidrottare som tävlade för Östtyskland i medeldistanslöpning.
Schildhauer deltog vid EM 1982 i Aten där han blev silvermedaljör både på 5 000 meter, efter Västtysklands Thomas Wessinghage och på 10 000 meter, efter italiens Alberto Cova. 
Vid VM 1983 blev han åter dubbel silvermedaljör, denna gång var det Eamonn Coghlan som vann guldet på 5 000 meter medan Cova åter vann guldet på 10 000 meter.

## Personliga rekord
- 5 000 meter - 13.30,20
- 10 000 meter - 27.24,95